# Amerikaanse auto in 1990
Dit artikel geeft een overzicht van alle Amerikaanse en Australische personenwagens die in 1990 op de markt kwamen. De auto's staan alfabetisch gerangschikt per merk.

## Noord-Amerika
| Buick |                  | concern:               | General Motors Verenigde Staten |
| Buick | divisie:         |                        |                                 |
| Buick | merk:            | Buick Verenigde Staten |                                 |
| Buick | model:           | Park Avenue            |                                 |
| Buick | einde productie: | 1995                   |                                 |
| Buick | productieaantal: | ?                      |                                 |

| Buick |                  | concern:                        | General Motors Verenigde Staten |
| Buick | divisie:         |                                 |                                 |
| Buick | merk:            | Buick Verenigde Staten          |                                 |
| Buick | model:           | Roadmaster sedan / stationwagen |                                 |
| Buick | einde productie: | 1996                            |                                 |
| Buick | productieaantal: | ?                               |                                 |

| Chevrolet GMC Oldsmobile |                  | concern: | General Motors Verenigde Staten |
| Chevrolet GMC Oldsmobile | divisie:         | |                                 |
| Chevrolet GMC Oldsmobile | merk:            | Chevrolet, GMC en Oldsmobile Verenigde Staten |                                 |
| Chevrolet GMC Oldsmobile | model:           | S-10 Blazer vijfdeur-suv (Chevrolet; 1e generatie; variant van de driedeur uit 1982) S-15 Jimmy (badge-engineered versie van GMC) Bravada (badge-engineered luxueuzer versie van Oldsmobile) |                                 |
| Chevrolet GMC Oldsmobile | einde productie: | 1994 |                                 |
| Chevrolet GMC Oldsmobile | productieaantal: | ? |                                 |

| Chevrolet |                  | concern:                     | General Motors Verenigde Staten |
| Chevrolet | divisie:         |                              |                                 |
| Chevrolet | merk:            | Chevrolet Verenigde Staten   |                                 |
| Chevrolet | model:           | Caprice sedan / stationwagen |                                 |
| Chevrolet | einde productie: | 1996                         |                                 |
| Chevrolet | productieaantal: | ?                            |                                 |

| Chevrolet |                  | concern:                   | General Motors Verenigde Staten |
| Chevrolet | divisie:         |                            |                                 |
| Chevrolet | merk:            | Chevrolet Verenigde Staten |                                 |
| Chevrolet | model:           | Cavalier                   |                                 |
| Chevrolet | einde productie: | 1994                       |                                 |
| Chevrolet | productieaantal: | ?                          |                                 |

| Chrysler |                  | concern:                  | onafhankelijk |
| Chrysler | divisie:         |                           |               |
| Chrysler | merk:            | Chrysler Verenigde Staten |               |
| Chrysler | model:           | Saratoga                  |               |
| Chrysler | einde productie: | 1993                      |               |
| Chrysler | productieaantal: | ?                         |               |

| Chrysler Dodge Plymouth |                  | concern: | Chrysler Corporation Verenigde Staten |
| Chrysler Dodge Plymouth | divisie:         | |                                       |
| Chrysler Dodge Plymouth | merk:            | Chrysler, Dodge en Plymouth Verenigde Staten |                                       |
| Chrysler Dodge Plymouth | model:           | Caravan / Grand Caravan (Dodge), Voyager / Grand Voyager (Plymouth), Town & Country (luxueuzer variant van Chrysler) mpv (2e generatie; de Grand is de variant met verlengde wielbasis; ook in Europa verkocht als Chrysler Voyager en Grand Voyager) |                                       |
| Chrysler Dodge Plymouth | einde productie: | 1995 |                                       |
| Chrysler Dodge Plymouth | productieaantal: | ruim 2 miljoen (verkocht in de Verenigde Staten), 93.395 (Town & Country) |                                       |

| Dodge |                  | concern:               | Chrysler Verenigde Staten |
| Dodge | divisie:         |                        |                           |
| Dodge | merk:            | Dodge Verenigde Staten |                           |
| Dodge | model:           | Monaco                 |                           |
| Dodge | einde productie: | 1992                   |                           |
| Dodge | productieaantal: | ?                      |                           |

| Dodge |                  | concern:               | Chrysler Verenigde Staten |
| Dodge | divisie:         |                        |                           |
| Dodge | merk:            | Dodge Verenigde Staten |                           |
| Dodge | model:           | Ram pick-up            |                           |
| Dodge | einde productie: | 1993                   |                           |
| Dodge | productieaantal: | ?                      |                           |

| Ford |                  | concern:              | onafhankelijk |
| Ford | divisie:         |                       |               |
| Ford | merk:            | Ford Verenigde Staten |               |
| Ford | model:           | Escort Stw            |               |
| Ford | einde productie: | 1995                  |               |
| Ford | productieaantal: | ?                     |               |

| Ford |                  | concern:                                      | onafhankelijk |
| Ford | divisie:         |                                               |               |
| Ford | merk:            | Ford Verenigde Staten                         |               |
| Ford | model:           | Explorer drie- en vijfdeur-suv (1e generatie) |               |
| Ford | einde productie: | 1994                                          |               |
| Ford | productieaantal: | meer dan 1 miljoen verkocht                   |               |

| Geo |                  | concern:             | General Motors Verenigde Staten |
| Geo | divisie:         |                      |                                 |
| Geo | merk:            | Geo Verenigde Staten |                                 |
| Geo | model:           | Metro cabriolet      |                                 |
| Geo | einde productie: | 1993                 |                                 |
| Geo | productieaantal: | ?                    |                                 |

| Lincoln |                  | concern:                 | Ford Motor Company Verenigde Staten |
| Lincoln | divisie:         |                          |                                     |
| Lincoln | merk:            | Lincoln Verenigde Staten |                                     |
| Lincoln | model:           | Town Car                 |                                     |
| Lincoln | einde productie: | 1997                     |                                     |
| Lincoln | productieaantal: | ?                        |                                     |

| Mercury |                  | concern:                 | Ford Motor Company Verenigde Staten |
| Mercury | divisie:         |                          |                                     |
| Mercury | merk:            | Mercury Verenigde Staten |                                     |
| Mercury | model:           | Capri                    |                                     |
| Mercury | einde productie: | 1994                     |                                     |
| Mercury | productieaantal: | 55.000                   |                                     |

| Mercury |                  | concern:                 | Ford Motor Company Verenigde Staten |
| Mercury | divisie:         |                          |                                     |
| Mercury | merk:            | Mercury Verenigde Staten |                                     |
| Mercury | model:           | Tracer Stw               |                                     |
| Mercury | einde productie: | 1995                     |                                     |
| Mercury | productieaantal: | ?                        |                                     |

| Oldsmobile |                  | concern:                    | General Motors Verenigde Staten |
| Oldsmobile | divisie:         |                             |                                 |
| Oldsmobile | merk:            | Oldsmobile Verenigde Staten |                                 |
| Oldsmobile | model:           | Custom Cruiser              |                                 |
| Oldsmobile | einde productie: | 1993                        |                                 |
| Oldsmobile | productieaantal: | ?                           |                                 |

| Panoz |                  | concern:                                                           | onafhankelijk |
| Panoz | divisie:         |                                                                    |               |
| Panoz | merk:            | Panoz Verenigde Staten                                             |               |
| Panoz | model:           | Roadster retro-roadster (1e generatie; gebaseerd op de TMC Costin) |               |
| Panoz | einde productie: | 1995                                                               |               |
| Panoz | productieaantal: | 44                                                                 |               |

| Pontiac |                  | concern:                 | General Motors Verenigde Staten |
| Pontiac | divisie:         |                          |                                 |
| Pontiac | merk:            | Pontiac Verenigde Staten |                                 |
| Pontiac | model:           | Sunbird                  |                                 |
| Pontiac | einde productie: | 1994                     |                                 |
| Pontiac | productieaantal: | ?                        |                                 |

| Vector |                  | concern:                | onafhankelijk |
| Vector | divisie:         |                         |               |
| Vector | merk:            | Vector Verenigde Staten |               |
| Vector | model:           | W8 sportwagen           |               |
| Vector | einde productie: | 1993                    |               |
| Vector | productieaantal: | 17                      |               |

## Australië
| Holden |                  | concern: | General Motors Verenigde Staten |
| Holden | divisie:         | |                                 |
| Holden | merk:            | Holden Australië |                                 |
| Holden | model:           | Statesman / Caprice sedan (2e generatie; VQ / VR / VS-serie; gebaseerd op de Commodore uit 1988; de Caprice was het topmodel) |                                 |
| Holden | einde productie: | 1999 |                                 |
| Holden | productieaantal: | ? |                                 |

| Holden |                  | concern:                                                                                   | General Motors Verenigde Staten |
| Holden | divisie:         |                                                                                            |                                 |
| Holden | merk:            | Holden Australië                                                                           |                                 |
| Holden | model:           | Utility pick-up (VG / VP / VR / VS-serie; afgeleid van de 2e generatie Commodore uit 1988) |                                 |
| Holden | einde productie: | 2000                                                                                       |                                 |
| Holden | productieaantal: | ?                                                                                          |                                 |